# Dora hurrikán (1999)
A Dora hurrikán (vagy Dora tájfun) 4-es kategóriájú hurrikán 1999 augusztusában a Csendes-óceán térségében. Egyike azon ciklonoknak, melyek mindhárom pacifikus hurrikánmedencét bejárták, valamint Dora az első hurrikán, mely ezt megtette az 1994-es John óta. A hetedik rendszer, a negyedik nevet kapott vihar, harmadik hurrikán és a második jelentősebb ("major") hurrikán a szezonban. A vihar végül a szezon legerősebb hurrikánja, és egyetlen 4-es erősségű hurrikánja lett.

## Meteorológiai lefolyása

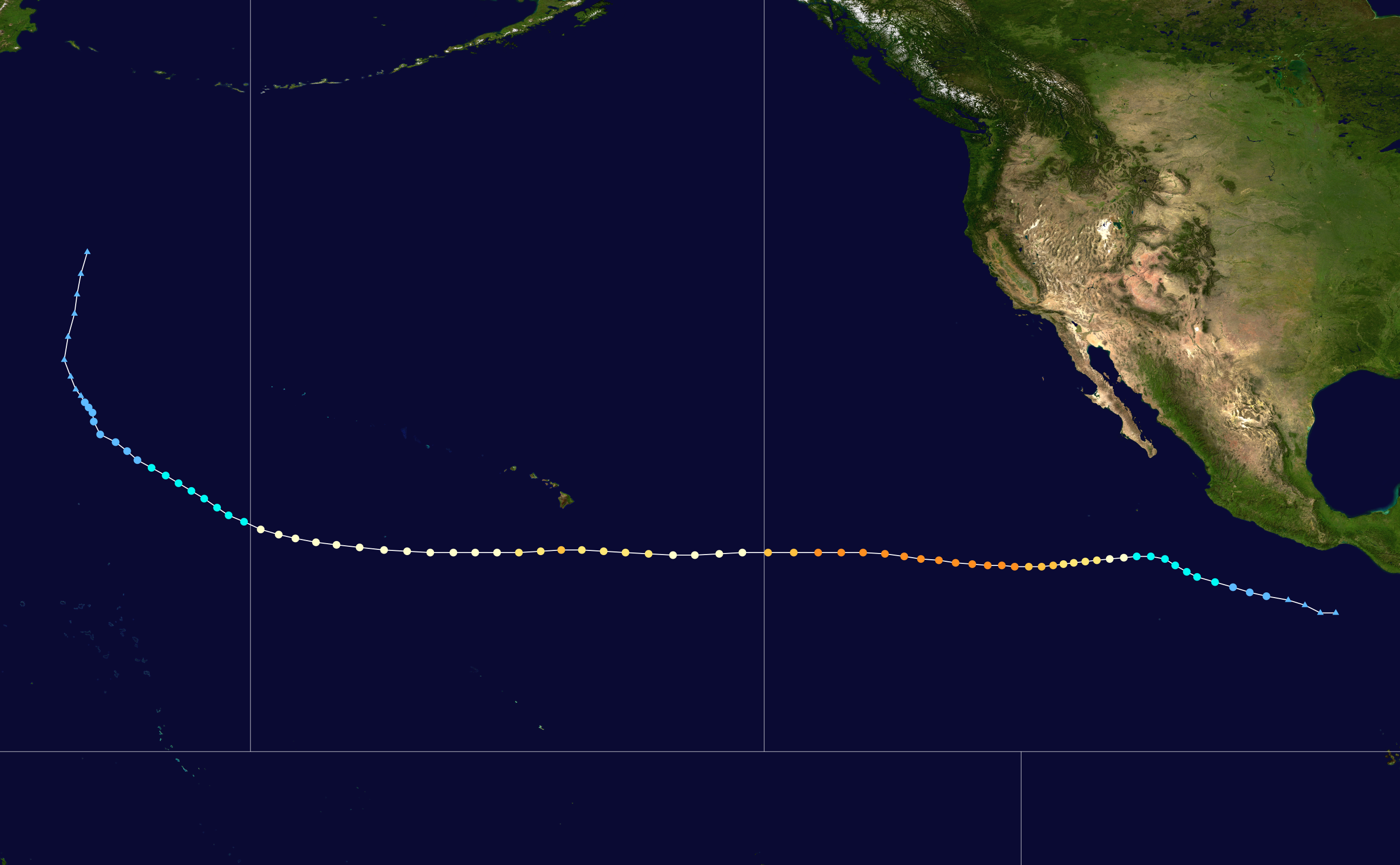
Dora útvonala

Egy trópusi hullám Afrika nyugati partjától július 23-án jött át az Atlanti-óceánon nagy sebességgel. Sokáig csak minimális fejlettséggel haladt tovább az Atlanti-óceánon és a Karib-tengeren. Augusztus 4-én a rendszer belépett a Csendes-óceánra, rendezetlen konvekció kíséretében. A következő 24 órában a műholdas képek az alacsony szintű keringés és az ívelt konvektív sáv kialakulásának bizonyítékait fedezték fel. Ennek eredményeként a becslések szerint az alacsony légnyomású terület fejlődik, majd augusztus 6-án, 00:00 UTC-kor trópusi depresszióvá nyilvánították, miközben kb. 540 km-re délre tartózkodott Acapulcótól. A kezdeti függőleges szélnyírás ellenére a konvekció folyamatosan fokozódott, és ugyanazon a napon később felfokozták trópusi viharrá, a keletkezett vihar a Dora nevet kapta. Nyugat-északnyugat felé halad, majd nyugat felé egy pusztuló szubtrópusi frontgerinc mentén. A Dora tovább kezdett erősödni, és augusztus 8-án hurrikánná vált a Dvorak-technika alapján.
Augusztus 8-án a késői órákban a vihar sűrű felhőzetből állt, minimális sávszélességgel. Augusztus 9-én, 00:00 UTC-kor Dora fokozatosan egy 2-es kategóriába eső hurrikánná vált. Néhány órával később egy 10–19 km átmérőjű szem fejlődött ki a belsejében, és a ciklon tovább szerveződött. A vihar augusztus 10-én, 00:00 UTC-kor megerősödött, és 3-as erősségűvé vált, a szezon második jelentősebb hurrikánjává. A hurrikán útja nyugat felé vagy kissé északnyugatra folytatódott. Augusztus 10-én későn a mély konvekció jelentősen bővült és szimmetrikusabb lett, míg a Dvorak-intenzitás becslései szerint a Dora elérte a 4-es kategória intenzitását; az NHC a vihart ennek megfelelően 4-es kategóriába sorolta be. 
Augusztus 12-ének hajnalán, illetve augusztus 11-én a késői órákban az NHC viszonylag lassú gyengülést jósolt körülbelül 24 órán belül, mivel kissé hidegebb tengeri felszíni hőmérsékleteken haladt át.  Ugyanakkor augusztus 12-én, UTC 00:00 UTC-kor Dora elérte csúcsintenzitását maximális tartós szél mellett, amely 220 km/h volt, és minimális centrális (barometrikus) nyomása 943 mbar (27,8 inHg). A csúcsán a hurrikán egy 27 mérföld átmérőjű szemet produkált, amelyet felhőcsúcsok vettek körül, −85 és −94 °F (−65 és −70 °C) közötti hőmérséklettel. Hat órával később a Dora kissé gyengült a szemfalcsere-ciklus miatt, de a csúcsintenzitását 12:00 UTC-kor újra elérte. A ciklon a hűvösebb vizek és a növekvő szélnyírások miatt ismét a csúcsintenzitás alá esett augusztus 13-án, 12:00 UTC-kor. Dora körülbelül hat órával később gyengült vissza a 3-as kategóriába, ahogy a szem megtelt felhővel, és a környező felhő teteje felmelegedett.
Augusztus 14-én a hurrikánokkal kapcsolatos szokásos tanácsadások átkerültek az NHC-ből a közép-csendes-óceáni hurrikánközpontba (CPHC), mivel a vihar túllépte a határt. Akkorra a rendszer jelentősen gyengült, és a 2-es kategóriába mérséklődött vissza 06:00 UTC körül. A ciklon a hurrikán státuszát október 10. 00:00 UTC-től október 14 UTC -ig tartotta, több mint 96 órán át. A Dora augusztus 14-én, 12:00 órára tovább gyengült 1-es hurrikánként, és az előrejelzések szerint 24 órán belül vissza kellett esnie a trópusi vihar státuszba. Ugyanakkor a Dora belsejében az átlagszél végül újra 165 km/h fölé kúszott, a 2-es kategóriába fokozva magát augusztus 15-én 06:00 UTC körül. Röviddel ezután a jól körülhatárolt szem újra megjelent a műholdas képeken. 
A másodlagos csúcsintenzitás rövid volt, mivel a gyengülés röviddel ezután történt. Dora augusztus 18-án kb. 105 km-re délre a Johnston-atolltól haladt át, 1-es kategóriájú hurrikánként, majd nyugat-északnyugat felé fordult. Másnap 00:00 UTC körül trópusi viharrá gyengült, amikor átlépte a Nemzetközi Dátumvonalat. Ennek eredményeként Dora lett az első trópusi ciklon, amely John (1994) óta mindhárom északi-csendes-óceáni medencét bejárta. A Tájfun Figyelmeztető Központ nyomon követte a fennmaradó Dorát. A vihar augusztus 21-én a trópusi vihar alsó kategóriáját jelentő minimum átlagszélsebesség (63 km/h) alá esett, trópusi depresszióvá gyengülve. Augusztus 23-án a konvekció teljesen abbamaradt, és 18:00 UTC-kor a trópusi depresszió mintegy 450 mérföldre (725 km) északkeletre oszlott fel a Wake-szigettől.

## Károk és rekordjai
Augusztus 16-án az előrejelzési modellek azt jósolták, hogy Dora rövid távolságra délről megkerüli a Johnston-atollt, és ez aggodalomra adott okot a károk miatt. A vihar fenyegetése miatt mintegy 1200 kutatót és lakost evakuáltak a Johnston-atollról Hawaiira. A távozás előtt a munkavállalók építkezési felszereléseket és egyéb laza tárgyakat rögzítettek. Egyes Johnston-atolli biológusok attól tartottak, hogy a hurrikán súlyosan befolyásolja majd a több, mint 150 000 madár szaporodási ciklusát a Johnston-atoll Nemzeti Vadonélő Állatok Menedékjogában, ami miatt szinten aggódtak, miután a John-hurrikán 1994-ben megölte a sziget madárpopulációjának 80%-át. Ezenkívül a közép-csendes-óceáni hurrikánközpont azt jósolta, hogy Dora minimális tájfunként fog érkezni a Wake-szigetre, bár erre nem került sor, hisz tőle északkeletre haladt el depresszióként.
A Dóra óceánból származó hullámai 2–6 m magas hullámokat okoztak Hawaii szigetének keleti és déli partjai mentén. Ez arra kényszerítette a helyi tisztviselőket, hogy a romló körülmények miatt zárják be az összes strandot a környéken, kempingtábort és természeti ösvényt a Pune és a Kau körzetben. A Dora külső sávjaiból jövő szél akár a 95 km/h sebességet is elérheti. Enyhe esőzést észleltek, különösen a sziget északi és keleti részén, mennyisége 13–38 mm között mozgott. A sziget aszályos részein azonban nem esett csapadék. A Dora hurrikán durva habzást is okozott a tengeren, a Johnston-atollon a kisebb árvizek mellett. A Johnston-atoll automata állomása két órán keresztül 65–75 km/h sebességű átlagszélről és 115 km/h feletti lökésekről számolt be. Az általános károk minimálisak voltak, sérülésekről vagy sérültekről nem volt bejelentés.
A körülbelül 10 500 km-es pályájával a Dora hurrikán a csendes-óceáni hurrikánok második leghosszabb pályája volt, csak az 1994-es John hurrikán haladta ezt meg; a Dora pályájának hossza a medence átlagának több mint négyszerese volt. A Dora volt az első csendes-óceáni hurrikán is, amely elég közel került ahhoz, hogy a radar segítségével észlelhető legyen. Ezenkívül a hurrikán volt az első trópusi ciklon, amely 1994 óta John óta jelen volt mind a három csendes-óceáni medencén. 2014-ben a Genevieve hurrikán is bejárta mind a hármat.

## Fordítás
Ez a szócikk részben vagy egészben  a   Hurricane Dora (1999) című angol Wikipédia-szócikk ezen változatának fordításán alapul.  Az eredeti cikk szerkesztőit annak laptörténete sorolja fel. Ez a jelzés csupán a megfogalmazás eredetét és a szerzői jogokat jelzi, nem szolgál a cikkben szereplő információk forrásmegjelöléseként.